# Renata Putzlacher-Buchtová

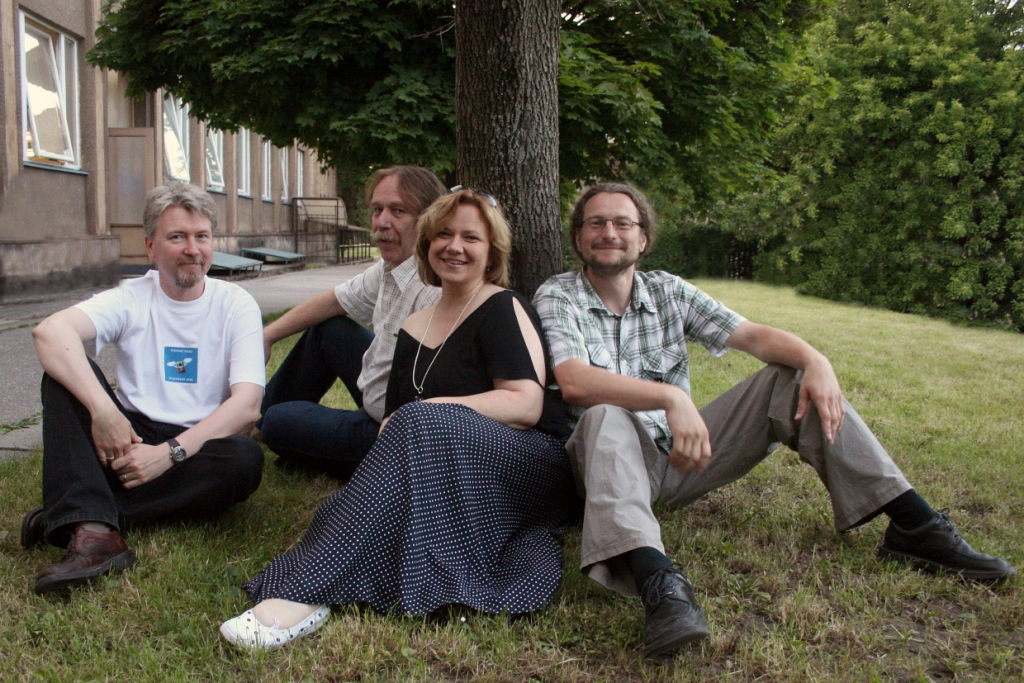
Realizatorzy spekaklu Těšínské niebo, od lewej: Radovan Lipus, Jaromír Nohavica, Renata Putzlacher-Buchtová, Tomáš Kočko

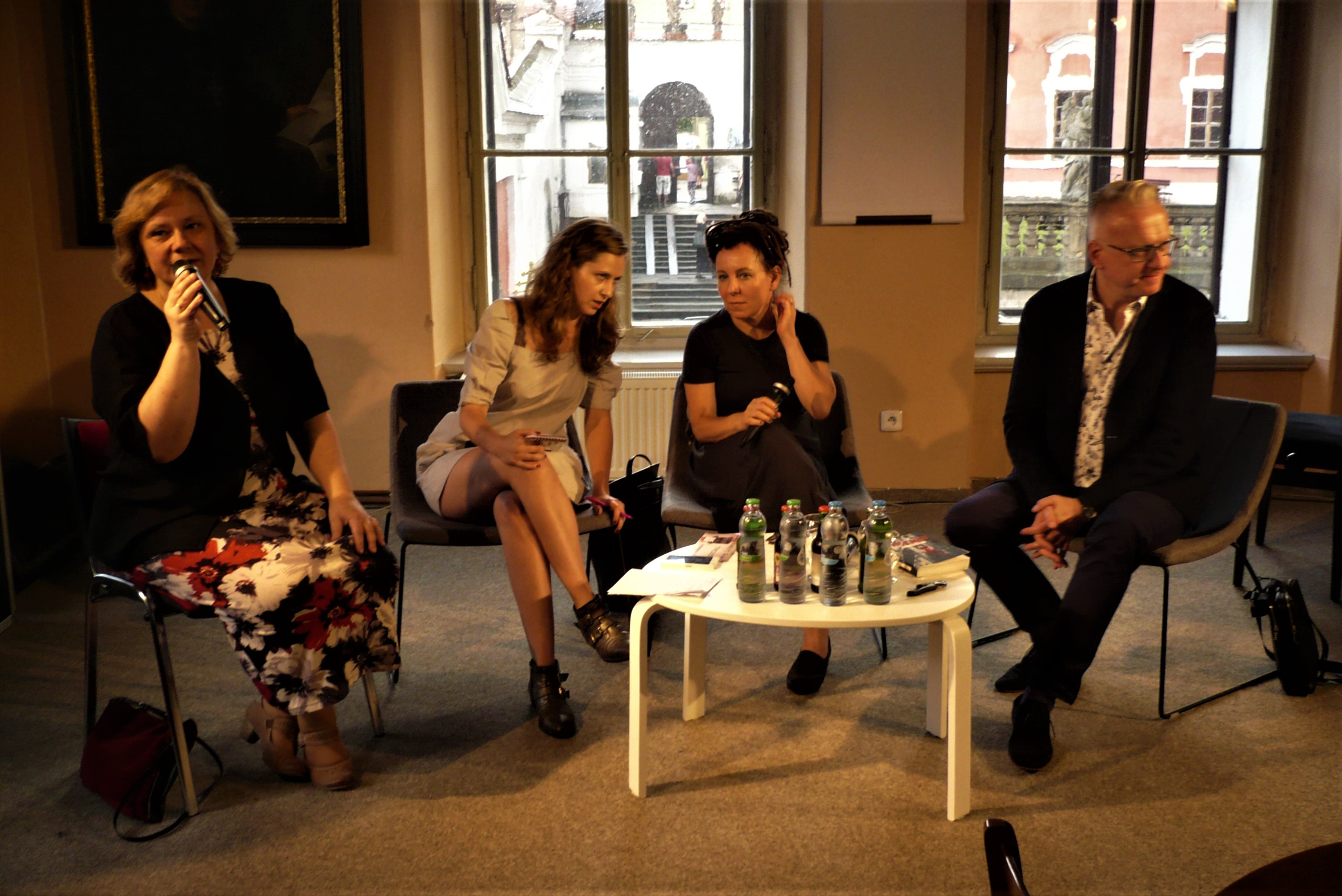
Renata Putzlacher-Buchtová, Anna Wanik, Olga Tokarczuk, Mariusz Szczygieł, III Festiwal Góry Literatury, 2017

Renata Putzlacher-Buchtová (ur. 15 czerwca 1966 w Karwinie) – polska poetka, autorka opowiadań, tłumaczka, publicystka, autorka tekstów piosenek, adaptacji i sztuk teatralnych, polonistka.

## Edukacja i przebieg kariery
Ukończyła gimnazjum polskie w Czeskim Cieszynie. W 1990 r. ukończyła studia z zakresu filologii polskiej Uniwersytetu Jagiellońskiego w Krakowie. W latach 1989–2001 była kierownikiem literackim Sceny Polskiej Teatru Cieszyńskiego w Czeskim Cieszynie. W 2009 r. obroniła doktorat z literatury polskiej w Instytucie Slawistyki na Wydziale Filozoficznym Uniwersytetu Masaryka w Brnie. Od 2005 r. prowadzi tam zajęcia z literatury polskiej i translatoryki.

## Działalność
Tłumaczy z języka czeskiego i słowackiego, przede wszystkim poezję, dramaty i teksty pieśni. Jej twórczość była tłumaczona na język czeski, słowacki, niemiecki i angielski. 
Jest współzałożycielką kawiarni literackiej AVION, dla której przygotowała i poprowadziła ponad 60 programów poetycko-muzycznych w latach 1996-2012. Jest również współzałożycielką oraz od 2000 r. prezeską polsko-czeskiego stowarzyszenia artystycznego Spolek-Towarzystwo AVION w Czeskim Cieszynie. Była kierownikiem literackim polskiego Miesiąca Spotkań Autorskich 2011 w Brnie, w którym udział wzięło 32 polskich pisarzy.
Od roku 1997 pełni funkcję sekretarza Klubu Polskiego POLONUS w Brnie.

## Życie prywatne
Po mężu Buchtová, od urodzenia mieszkała w Czeskim Cieszynie, od 1997 roku w Brnie. Jej córką jest tłumaczka Agnieszka Buchtová.

## Odznaczenia i nagrody
Putzlacher zdobyła nagrody w wielu konkursach poetyckich w Polsce i Czechach.

### Nagrody
- 1994 - Nagroda Srebrnych Spinek za tłumaczenie pieśni Jaromíra Nohavicy, przyznana przez Konsula Generalnego RP w Ostrawie
- 1994 - Nagroda przewodniczącego jury w Konkursie Literackim im. Georga Trakla
- 1996 - Nagroda Literacka im. Marka Jodłowskiego
- 2002 - Nagroda Literacka im. Kościelskich – wyróżnienie[6]

### Odznaczenia
- 1996 - Odznaka honorowa „Zasłużony dla Kultury Polskiej”
- 2001 - Srebrny Krzyż Zasługi
- 2010 - Brązowy Medal „Zasłużony Kulturze Gloria Artis”[7]

## Twórczość

### Tomy poetyckie
- Próba identyfikacji (Ostrawa, 1990)
- Kompleks Ewy (Kraków 1992)
- Oczekiwanie (Třinec 1992)
- Ziemia albo-albo (Czeski Cieszyn 1993)
- Małgorzata poszukuje Mistrza (Czeski Cieszyn 1996)
- Pomiędzy (Katowice 2001)
- Mezi řádky (Brno 2003)
- Angelus (Czeski Cieszyn 2006)
- W kawiarni AVION, której nie ma (poezja i proza, Brno-Czeski Cieszyn 2012)

### Tłumaczenia
- Miłość po czesku (wybór i tłumaczenie czeskich aforyzmów, Kraków 1995)
- Jaromír Nohavica. Písně – Pieśni (tłumaczenia wybranych pieśni, Czeski Cieszyn 1994, 1995)
- Bílé propasti. Antologie současné polské poezie (tłumaczenia 44 wierszy polskich poetów współczesnych, Brno 1997)
- Antologie současné polské poezie (tłumaczenie wierszy Joanny Mueller – wraz Michaelem Alexą, Praga 2011)
- Český Krakov, české Malopolsko (tłumaczenie książki Leszka Mazana – wraz z Agnieszką Buchtovą, Cieszyn 2012)
- Naoczny świadek (tłumaczenie książki Jiřího Koláře, Kraków 2012)

### Realizacje teatralne i muzyczne
- Pravěk a jiné časy (tłumaczenie adaptacji powieści Olgi Tokarczuk na język czeski; reż. Ondrej Spišák, Těšínské divadlo, prapremiera czeska, 1999)
- Těšínské niebo (scenariusz i tłumaczenie pieśni Jaromíra Nohavicy; reż. Radovan Lipus, Těšínské divadlo, prapremiera czeska i polska, 2004)[8]
- Słodkie rodzynki, gorzkie migdały (scenariusz spektaklu na podstawie życia i twórczości Agnieszki Osieckiej, Těšínské divadlo, prapremiera, 2010; prapremiera polska w Teatrze Dramatycznym im. Jerzego Szaniawskiego w Płocku, 2011)
- Denní dům, noční dům (adaptacja teatralna powieści Olgi Tokarczuk, reż. Radovan Lipus, Slovácké divadlo, prapremiera czeska, Uherské Hradiště 2011)
- Brána poutníků – Porta peregrinorum (światowa premiera oratorium, muzyka: Jiří Pavlica, libretto: Renata Putzlacher, wykonanie: Europera; Zittau 2011)

### Płyty i piosenki (CD i DVD)
- Lamus (autorskie CD z piosenkami poetyckimi, muzyka: Zbigniew Siwek, 2000)
- Wierzę piosence (CD Edyty Geppert – tłumaczenie piosenki Jaromíra Nohavicy „Dzień pierwszy”, 2002)[9]
- Babylon (polskie wydanie CD Jaromíra Nohavicy – tłumaczenia 15 piosenek, 2003)[10]
- Divertimento cieszyńskie (autorskie CD z piosenkami poetyckimi, muzyka: Zbigniew Siwek, 2004)
- Těšínské niebo – Cieszyńskie nebe (CD z piosenkami ze spektaklu – tłumaczenia 14 piosenek Jaromíra Nohavicy, 2004)[11]
- Śpiewam życie (CD Edyty Geppert – piosenka Los z tekstem Renaty Putzlacher, 2006)[12]
- Ondraszek – pan Łysej Góry (CD pieśniarza Tomáša Kočki – tłumaczenia piosenek i współrealizacja DVD, 2006)[13]
- Osamělí (CD zespołu Silent Stream Of Godless Elegy – tłumaczenia piosenek „Tańczyłabym” i „Razem”, 2006)
- Doma (CD-DVD Jaromíra Nohavicy – tłumaczenie piosenki Gwiazda, 2006)
- Poločas (CD zespołu Kryštof – polska wersja piosenki Obchodník s deštěm v polštině, muzyka i słowa: Richard Krajčo, tłumaczenie: Renata Putzlacher, 2007)
- Świat według Nohavicy (CD z polskimi wykonaniami piosenek Jaromíra Nohavicy – tłumaczenie piosenki Robinson, 2008)
- Bieski idiota (CD Michała Łanuszki, piosenki Jaromíra Nohavicy – Koszulka, Sarajewo i Margot – w tłumaczeniach Renaty Putzlacher, 2009)

### Radio
- Avion – kavárna, která byla, není a zase bude aneb O hledání ztracené atmosféry (scenariusz i realizacja programu poetycko-muzycznego, Czeskie Radio 2009)[14]
- Par Avion (dokument Aleny Blažejovskiej z udziałem autorki, Czeskie Radio 2011)[15]
- Alma a Gustav (sztuka radiowa Renaty Putzlacher o Gustavie Mahlerze i jego żonie, reż. Radovan Lipus, Czeskie Radio 2012)[16]

### Telewizja
- Těšínská jablíčka Renaty Putzlacher (poetycki dokument reż. Milana Cieslara z udziałem autorki, Telewizja Czeska 1998)
- Těšínské niebo (realizacja telewizyjna polsko-czeskiego spektaklu muzycznego J. Nohavicy, R. Putzlacher, R. Lipusa i T. Kočki, Telewizja Czeska 2007)
- Šumné Brno (dokument Radovana Lipusa, w roli Eliški Rejčki wystąpiła Renata Putzlacher, Telewizja Czeska 2008)[17]
- Příběhy domů (dokument o cieszyńskiej kawiarni AVION-NOIVA z udziałem jej „duchowej matki”, Renaty Putzlacher, Telewizja Czeska 2011)[18]